# SMS V 127
V 127 – niemiecki niszczyciel z okresu I wojny światowej. Trzecia jednostka typu V 125. Okręt wyposażony w trzy kotły parowe opalane ropą. Zapas paliwa 298 ton. W 1918 roku internowany w Scapa Flow. 21 czerwca 1919 osadzony na brzegu po próbie samozatopienia. Przekazany w ramach reparacji wojennych Japonii. Złomowany w 1922 roku.